# Cyanopepla baroni
Cyanopepla baroni là một loài bướm đêm thuộc phân họ Arctiinae, họ Erebidae.